# 勝浦市立興津中学校
勝浦市立興津中学校（かつうらしりつ おきつちゅうがっこう）は、千葉県勝浦市興津にあった公立中学校。

## 通学地区
- 興津地区全域
  - 勝浦市立興津小学校
  - 旧勝浦市立清海小学校
  - 旧勝浦市立行川小学校

## 歴史
- 1947年（昭和22年） - 「興津町立興津中学校」として開校
- 1954年（昭和29年） - 学校給食開始
- 1955年（昭和30年） - 市町村合併に伴い、「勝浦町立興津中学校」へ改称
- 1958年（昭和33年） - 市制移行に伴い、「勝浦市立興津中学校」へ改称
- 1965年（昭和40年） - 校歌制定および体育館落成
- 1975年（昭和50年） - 柔剣道場落成
- 1978年（昭和53年） - 新校舎落成
- 1991年（平成3年） - コンピューター室開設
- 1993年（平成5年） - 新体育館落成
- 1996年（平成8年） - 創立50周年
- 2017年（平成29年） - 勝浦中学校との統合に伴い閉校。3月18日午後に閉校式をおこなう。

同年11月7日から8日 - 日本テレビ系ダウンタウンのガキの使いやあらへんで!大晦日年越しSP絶対に笑ってはいけないアメリカンポリス24時!のロケ地として使用。放送日は2017年（平成29年）12月31日。

## 年中行事
- 4月 - 入学式
- 5月 - 避難訓練（不審者）･体育祭
- 6月 - 海岸清掃
- 8月 - 職場体験学習（2年生）・廃品回収
- 9月 - 避難訓練（地震）
- 10月 - 文化祭
- 11月 - 廃品回収
- 12月 - 避難訓練（火災）
- 1月 - 校内席書大会・スキー教室（2年生）・中学校入学説明会
- 3月 - 3年生を送る会・卒業式